# Bair
Bair (en rus: Байр) és un poble (un possiólok) de Calmúquia, a Rússia, segons el cens del 2012 tenia 127 habitants. Pertany al districte municipal d'Ikí-Burul.